# Iulidesmus chilensis
Iulidesmus chilensis är en mångfotingart som beskrevs av Filippo Silvestri 1903. Iulidesmus chilensis ingår i släktet Iulidesmus och familjen orangeridubbelfotingar. Inga underarter finns listade i Catalogue of Life.